# 90 (szám)
A 90 (római számmal: XC) a 89 és 91 között található természetes szám.

## A szám a matematikában
A tízes számrendszerbeli 90-es a kettes számrendszerben 1011010, a nyolcas számrendszerben 132, a tizenhatos számrendszerben 5A alakban írható fel.
A 90 páros szám, összetett szám, kanonikus alakja 2 · 32 · 5, normálalakban a 9 · 101 szorzattal írható fel. Tizenkét osztója van a természetes számok halmazán, ezek növekvő sorrendben: 1, 2, 3, 5, 6, 9, 10, 15, 18, 30, 45 és 90.
Téglalapszám (9 · 10).
Erősen bővelkedő szám: osztóinak összege nagyobb, mint bármely nála kisebb pozitív egész szám osztóinak összege.
Perrin-szám.
Féltökéletes szám, mivel osztói egy részhalmazának összege.
Nontóciens szám. Ritkán tóciens szám.
Palindromszám és repdigit a következő számrendszerekben: 14 (6614), 17 (5517), 29 (3329) és 44 (2244).
A 90 két szám valódiosztóösszeg-függvényeként áll elő, ezek a 78 és a 89²=7921.

## A tudományban
- A periódusos rendszer 90. eleme a tórium.